# Llanidan
Llanidan est une localité du pays de Galles située sur l’île d’Anglesey au large des côtes ouest de la Grande Bretagne.